# 蘇菲·蕭爾
索菲·玛格达莱娜·朔尔（德語：Sophie Magdalena Scholl，德語：[zoˈfiː ˈʃɔl] ⓘ，1921年5月9日—1943年2月22日） 是一位纳粹德国时期的德国反抗组织白玫瑰的成员。她和她哥哥汉斯·朔尔在慕尼黑大学发反战传单时被发现，后以叛国罪处死。自从1970年代以后，她因战争期间反抗纳粹德国而被当作英雄纪念。

## 早年生活
蘇菲·蕭爾1921年出生于巴登-符腾堡的福希滕贝格，她在家中六個小孩中排行第四，七歲時進入小學就讀。求學過程順利，並渡過無憂無慮的童年生活。
1932年，苏菲进入一所女子中学学习，12岁，她加入了德国少女联盟，如同她多数同学一样，最初她对此十分积极，后来却转向批判的态度。她开始从他父亲朋友，和一些老师那里了解到政治异见。1937年她哥哥和朋友因为参加德国青年运动而遭逮捕给她造成了很深的影响。
1930年，她和家人搬到路德維希堡居住，兩年後，搬到乌尔姆。她父親曾是福希滕贝格市长。
她对素描和绘画有很大的天赋，她接触了一些所谓的堕落艺术家，这激发了她对于哲学和神学的兴趣，坚定了她基督教信仰。她对神和人的基本尊严的信仰也越发坚定，这是她抵抗纳粹意识形态的精神基础。也构成了她世界观的基础。
1940年春天，她中学毕业。她的论文主题是“推动摇篮之手，推动世界”。因为对于孩子的喜爱，她选择了幼儿园教师，作为她避免参加国家劳役团（Reichsarbeitsdienst）的另外一个选择，（参加国家劳役团是进入大学的条件。）然而，事实并非如其所愿。1941年春天她开始在布隆伯格（Blumberg）参加6个月的战时辅助工作。半军事化的管理和劳动使她努力思考政治局势，并且开始消极抵抗。
这之后，1942年5月，她进入慕尼黑大学学习，主修哲学和生物。她哥哥汉斯，在这里学习医学。汉斯把她介绍给他的朋友们。虽然这些人最终以他们的政治见解而出名，但最初他们只是因为在文艺，哲学，神学的共同喜好聚在一起的，他们一起爬山，滑雪，观看音乐会，戏剧等等。
在慕尼黑，朔尔了解了一些艺术家，作家，哲学家，特别是卡尔·穆特和特奥多尔·黑克尔，后者是她经常联系的人，他们主要探讨个人必须如何在独裁统治下采取行动。1942年暑假朔尔在乌尔姆的冶金厂做战时服务。与此同时，她父亲因为对希特勒表示不满而入狱。

## 白玫瑰反抗運動
1942年的春末夏初，蘇菲·蕭爾和在慕尼黑大學就讀醫學院的哥哥漢斯·蕭爾，加入了反希特勒的活動——白玫瑰反抗運動，秘密散發傳單。最初核心成员包括汉斯·朔尔（苏菲的哥哥），维利·格拉夫（Willi Graf）和克里斯托夫·普罗布特斯（Christoph Probst）。和流行观点不同的是她并不是传单的合著者，他哥哥开始对她隐瞒这项活动，但她知道后，她加入了这个组织，并证明了她的价值，因为作为女性，被党卫队随意查访的机会少得多。他们自称白玫瑰，希望德国人消极抵抗纳粹。兄妹兩人在1943年2月18日散發第六份傳單時，遭到蓋世太保逮捕，2月22日受審宣判死刑，數小時後便被送上断头台。

## 审判和被害
在人民法院于1943年2月22日罗兰德·弗莱斯勒法官面前，她被记录下说了这些话：
|  | 毕竟，有些人要做先驱，因为我们所写的，说的，也被许多人认同，但他们不敢像我们一样表达出来。 |

他们被宣判犯有叛国罪，在几个小时後的下午五点，於慕尼黑施塔德尔海姆监狱（Stadelheim）被断头机处死。后来对于这个场面的描写强调她慷慨就义的勇气，她最后的遗言是：
|  | 我們怎敢期望正義占上風，當沒有人願意為了正直的動機犧牲自己的時候。如此陽光的天氣裡，我要走了。如果千萬人記得我們的犧牲而覺醒並有作為，我的生命又何足惜？ |

她去世之后，第六份传单的副本被赫爾穆特·詹姆斯·馮·毛奇偷运出德国通过斯堪的纳维亚半岛到了英国，它被盟军利用来做宣传，改名叫慕尼黑学生宣言。
从历史角度，白玫瑰的遗产具有重要意义，不仅是精神勇气的模范，也是在暴力压制，审查制度，保守势力猖獗时代中一次证据充分的社会异见运动。
剧作家莉莲·加勒特（ Lillian Garrett-Groag）1993年2月22日在“新闻日报”上说：“这可能是我能想到的二十世纪最惊人的抵抗，5个少年人，在虎口之下，要做他们所做的真的需要很大勇气，这点是我震惊的。我知道世界比他们在的时候更好，可我不知道为什么」。
大屠杀史家 Jud Newborn和新闻日报观点相同“你不能衡量这种抵抗运动对于催动政权垮台的作用，白玫瑰的确有更大象征意义，但这也是重要的作用。”

## 后世影响
2003年2月22日，苏菲的头像被巴伐利亚政府树立在瓦尔哈拉神殿中。
慕尼黑大学命名了朔尔兄妹政治学院来纪念她们兄妹。德国许许多多的学校，街道和广场以她们兄妹命名。
2003年，德國電視二台邀请德国人评选十个最重要的德国人，四十岁以下的选民帮助索爾和她哥哥的排名晋升到第四，超过了巴赫、歌德、谷騰堡、俾斯麦、勃兰特和阿尔伯特·爱因斯坦。如果单算年轻选民的投票话，朔尔兄妹名列第一。更早几年，朔尔被一个德国女性杂志Brigitte评选二十世纪最伟大的女性，票数击败马德琳·奥尔布赖特。

## 相關作品
2005年德國電影《帝國大審判》，拍攝蘇菲·蕭爾(尤莉亞·嫣琪飾演)被捕、審判及處死前的故事，獲得2006年德國電影獎（最佳影片、最佳女主角）、柏林影展（最佳導演、最佳女主角、評審團大獎）、歐洲電影獎（最佳導演、最佳女主角）。